# Мугурдахский наслег
Мугурдахский наслег — сельское поселение в Абыйском улусе Якутии Российской Федерации.
Административный центр — село Сыаганнах.

## География
Географически находится в арктической тундровой зоне. Центр наслега, село Сыаганнах, расположен за Северным полярным кругом в 160 км к юго-западу от посёлка Белая Гора (центра Абыйского улуса).

## История
Муниципальное образование установлено законом Республики Саха от 30 ноября 2004 года 173-З № 353-III..

## Население
| 2002 | 2010 | 2011 | 2012 | 2013 | 2014 | 2015 |
| ---- | ---- | ---- | ---- | ---- | ---- | ---- |
| 447  | ↘421 | →421 | ↘420 | ↘406 | ↘403 | ↘394 |
| 2016 | 2017 | 2018 | 2019 | 2020 | 2021 |      |
| ↘390 | ↘381 | ↘373 | ↘369 | ↗371 | ↘370 |      |

## Состав сельского поселения
| № | Населённый пункт | Тип населённого пункта       | Население |
| - | ---------------- | ---------------------------- | --------- |
| 1 | Сыаганнах        | село, административный центр | ↘370      |